# Transformers: Revenge of the Fallen
Transformers: Revenge of the Fallen is een Amerikaanse sciencefiction-actiefilm uit 2009, gebaseerd op de Transformers-franchise. De film is het vervolg van de in 2007 uitgekomen film Transformers, de eerste live-action Transformers-film. Michael Bay en Steven Spielberg zijn opnieuw de uitvoerend producenten en Bay is andermaal regisseur.
Hoofdrolspeler Shia LaBeouf speelt voor de tweede keer Sam Witwicky, de mens die betrokken raakt in de oorlog tussen de Autobots en de Decepticons.

## Verhaal
Bij aanvang van de film wordt onthuld dat duizenden jaren voor Optimus Prime en de andere Autobots op aarde kwamen, er een ras bestond van oude Transformers die het universum afstruinden op zoek naar Energon. Zij stonden bekend als de dynastie van Primes, en gebruikten een machine genaamd de Sun Harvester om sterren van hun energie te ontdoen. Deze energie werd dan omgezet tot energon om de AllSpark van kracht te voorzien. Wel werden sterren met planeten waarop leven was gespaard. Een van de Primes, bijgenaamd de Gevallene (the Fallen), brak deze regel echter door in 17000 voor Christus een Sun Harvester op aarde te bouwen. De overige Primes offerden zich op om de Matrix of Leadership, de sleutel tot het activeren van de Sun Harvester, te verbergen en zo de aarde te redden.
De film keert vervolgens terug naar het heden. Twee jaar zijn verstreken sinds de vorige film. Optimus leidt een militaire organisatie bestaande uit mensen en Autobots, genaamd de NEST. Ze hebben tot doel de laatste decepticons op aarde op te sporen. Bij een missie in Shanghai vernietigen ze de Decepticons Sideways en Demolishor. Demolishor waarschuwt hen echter dat “de Gevallene” terug zal keren.
In Amerika vindt Sam een splinter van de vernietigde AllSpark. Wanneer hij hem aanraakt, krijgt hij allemaal symbolen te zien die samen een code vormen waarmee de Matrix of Leadership kan worden gevonden. Hij stopt de splinter in een klein metalen buisje een geeft die aan Mikaela om alvorens naar de hogere school te vertrekken. Mikaela verbergt de splinter met buisje en al in een kluis op de werkplaats van haar vader. Sam krijgt later op school een soort psychische aandoening en dan ziet hij de tekens weer waarna er dan van alles misgaat.
De Decepticon Soundwave ontdekt de locatie van de dode Decepticonleider Megatron, en een ander stuk van de AllSpark. Hij en andere Decepticons vinden dit stuk, en gebruiken het om Megatron weer tot leven te brengen. Megatron haalt vervolgens Starscream op uit de ruimte bij de Gevallene. Deze geeft Megatron de opdracht Sam te vangen om zo de locatie van de Matrix of Leadership te vinden. De Autobots komen Sam te hulp, maar Optimus sterft in het gevecht.
Na de dood van Prime kan de Gevallene uitbreken uit zijn gevangenis. Megatron en de Decepticons voeren een massale aanval op de aarde uit om zo Sam tot overgave te dwingen. Sam’s studiegenoot Leo besluit de hulp in te roepen van zijn online rivaal "RoboWarrior"; een voormalige Sector Zeven agent genaamd Simmons. Die onthult aan de groep dat de taal van de Transformers is teruggevonden op veel oude ruïnes, wat aangeeft dat de Transformers al millennia op aarde zijn. De voormalige Deception Jetfire vertaalt de teksten die Simmons heeft verzameld gecombineerd met de symbolen die Sam had gezien, en concludeert uit het bericht dat de tombe van de Primes ergens in Egypte verborgen is. In de tombe vinden ze de Matrix of Leadership. Wanneer Sam de Matrix aanraakt, valt deze tot stof uiteen. Sam verzamelt het stof, en laat het leger de Autobots en Optimus’ lichaam naar Egypte brengen.
De Autobots arriveren, maar de Decepticons ook. Een grote veldslag breekt los. Tijdens het gevecht ontdekt de Decepticon Devastator de verborgen Sun Harverster. Het leger kan Devastator en veel andere Decepticons vernietigen, maar Megatron breekt door de verdedigingslinies heen en doodt Sam.
In een visioen ontmoet Sam de andere Primes, die hem vertellen dat hij met zijn daad de echte Matrix of Leadership heeft verdiend. De Matrix is hersteld uit de stof, waarna Sam weer tot leven komt. Hij gebruikt de Matrix om ook Optimus weer tot leven te brengen. De Gevallene steelt de Matrix en gebruikt hem om de Sun Harvester te activeren. Optimus doodt de Gevallene net op tijd. Megatron en Starscream kunnen als enige Decepticons ontkomen, en zweren wraak.
Aan het eind van de film keert Sam terug naar de hogere school, terwijl Optimus opnieuw een bericht de ruimte instuurt in de hoop meer Autobots te vinden.

## Rolverdeling
| Acteur          | Personage                 | Opmerkingen |
| --------------- | ------------------------- | ----------- |
| Shia LaBeouf    | Sam Witwicky              |             |
| Megan Fox       | Mikaela Banes             |             |
| Josh Duhamel    | Major Lennox              |             |
| Tyrese Gibson   | USAF Master Sergeant Epps |             |
| John Turturro   | Agent Simmons             |             |
| Ramon Rodriguez | Leo Spitz                 |             |
| Kevin Dunn      | Ron Witwicky              |             |
| Julie White     | Judy Witwicky             |             |
| Isabel Lucas    | Alice                     |             |
| Rainn Wilson    | Professor Colan           |             |
| Peter Cullen    | Optimus Prime             | stem        |
| Mark Ryan       | Jetfire                   | stem        |
| Reno Wilson     | Mudflap                   | stem        |
| Jess Harnell    | Ironhide                  | stem        |
| Robert Foxworth | Ratchet                   | stem        |
| André Sogliuzzo | Sideswipe                 | stem        |
| Grey DeLisle    | Arcee                     | stem        |
| Hugo Weaving    | Megatron                  | stem        |
| Tony Todd       | the Fallen                | stem        |
| Charles Adler   | Starscream                | stem        |
| Tom Kenny       | Wheelie                   | stem        |

## Achtergrond

### Productie

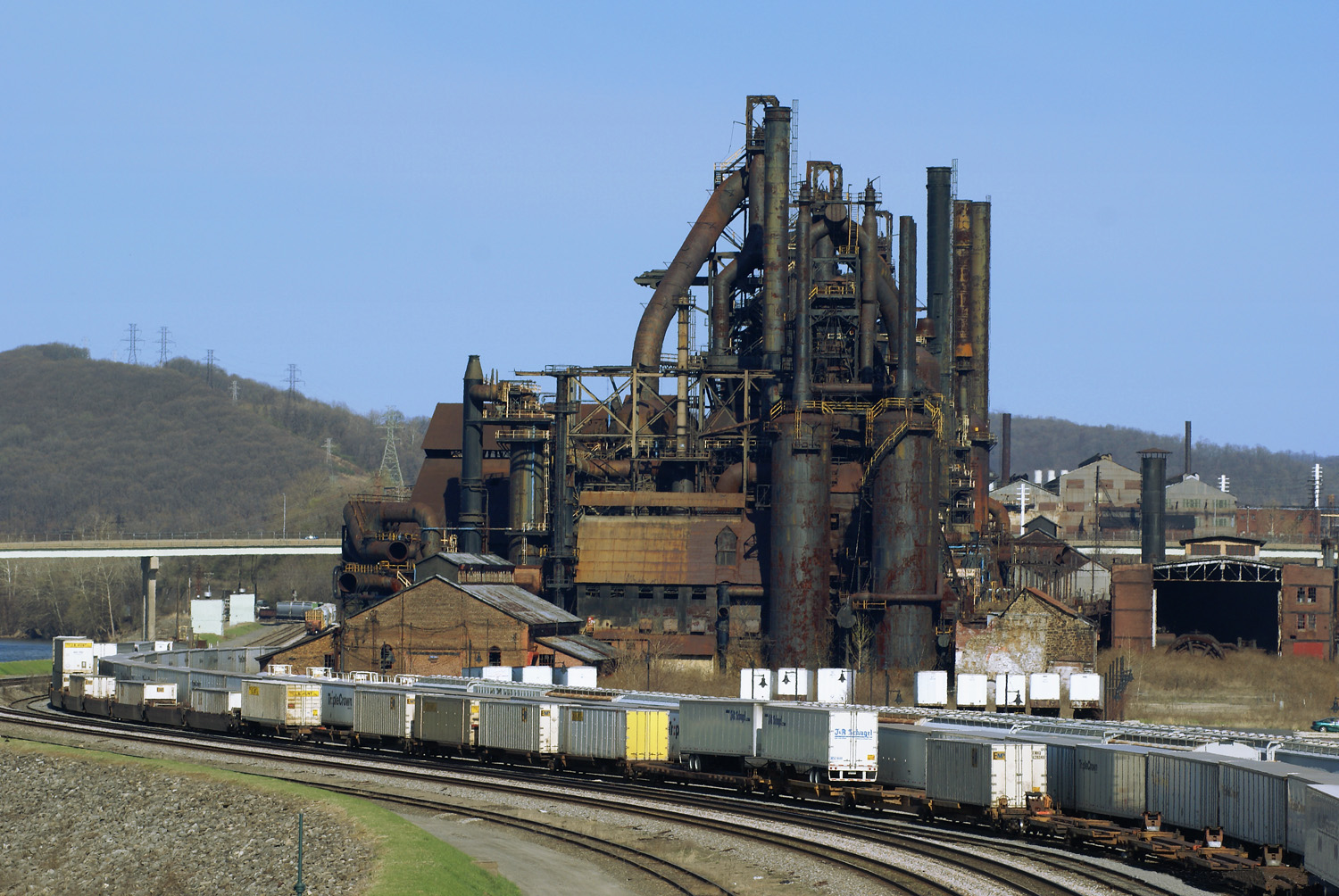
De Bethlehem Staal site in Lehigh Valley wordt gebruikt voor de opnames voor de Chinese stad Shanghai

In september 2007 kondigde Paramount al een vervolg aan op de eerste Transformersfilm.
Regisseur Bay koos ervoor om Transformers 2 een groter budget te geven om een grotere schaal en een groter aantal robots toe te kunnen gebruiken. Het scenario werd geschreven door Roberto Orci, Alex Kurtzman en nieuwkomer Ehren Kruger. Het grootste probleem dat hierbij overwonnen moest worden was scenarioschrijvers-staking van de Writers Guild of America. Tevens dreigde een staking van de Directors Guild of America.
Opnames van de film begonnen in Los Angeles in mei 2008. De scènes in Shanghai werden in werkelijkheid opgenomen in Bethlehem, Pennsylvania. De scènes in Egypte werden wel daar opgenomen. In totaal werd 3 dagen in Egypte gefilmd.
Hasbro werd meer betrokken bij het ontwerpen van de robots voor de film. Bay wilde meer close-ups van de robots in de film. Scott Farrar hield toezicht op het ontwerpen van de visuele effecten voor de film.

### Uitgave
De film ging in première op 8 juni 2009 in Tokio, Japan. De film ontving vooral negatieve reacties van critici. Op Rotten Tomatoes scoorde de film slechts 20% aan positieve beoordelingen.
Ondanks de negatieve reacties bracht de film wel veel op: bij de première in Amerika 62 miljoen dollar, het hoogste bedrag ooit voor een film die op woensdag in première ging. Twee weken lang stond de film op de eerste plaats qua opbrengsten.

### Filmmuziek
Rockgroep Linkin Park werkte samen met Hans Zimmer aan de score van de film, waar de groep ook speciaal een nummer voor schreef. Dit nummer, New Divide getiteld, is tevens de leadsingle van het album. Een andere nummer, Crawl Back In van Dead by Sunrise zou oorspronkelijk ook op het album staan maar Chester Bennington besloot dit uiteindelijk niet te doen.
1. "New Divide" (Linkin Park)
2. "21 Guns" (Green Day)
3. "Let It Go" (Cavo)
4. "Capital M-E" (Taking Back Sunday)
5. "Never Say Never (The Fray)
6. "Burn It to the Ground" (Nickelback)
7. "Burning Down the House" (The Used)
8. "Not Meant to Be" (Theory of a Deadman)
9. "Real World" (The All-American Rejects)
10. "I Don't Think I Love You" (Hoobastank)
11. "This Is It" (Staind)
12. "Almost Easy" (Avenged Sevenfold)
13. "Transformers (The Fallen Remix)" (Cheap Trick)

### Transformers 3
In 2011 kwam de derde film, Transformers: Dark of the Moon uit. Door een ruzie tussen Megan Fox en de regisseur speelt Megan Fox niet mee in het derde deel; ze wordt vervangen door Rosie Huntington-Whiteley.

## Prijzen en nominaties
In 2009 won “Transformers: Revenge of the Fallen” twee Teen Choice Awards: Choice Summer Movie Star: Female (Megan Fox) en Choice Summer Movie Star: Male (Shia LaBeouf)
In hetzelfde jaar werd "Transformers: Revenge of the Fallen" ook nog genomineerd voor 7 Golden Raspberry Awards, waarvan hij er 3 won:
- Slechtste film - gewonnen
- Slechtste actrice (Megan Fox)
- Slechtste vrouwelijke bijrol (Julie White)
- Slechtste schermkoppel (Shia LaBeouf en ofwel Megan Fox of elke transformer)
- Slechtste vervolg, remake, prequel of rip-off
- Slechtste regisseur (Michael Bay) - gewonnen
- Slechtste scenario - gewonnen

In 2010 werd de film genomineerd voor:
- Een Golden Reel Award voor beste geluidsmontage
- Een Saturn Award voor beste sciencefictionfilm
- Een Screen Actors Guild Awards voor de vele stuntmannen en vrouwen in de film
- Een VES Award voor Outstanding Visual Effects in a Visual Effects Driven Feature Motion Picture

## Trivia
- President Obama wordt één keer genoemd in de film.
- Dit is het enige deel waarin de Decepticons zichzelf bekendmaken tegenover de wereld.